# Anomobryum conicum
Anomobryum conicum là một loài Rêu trong họ Bryaceae. Loài này được (Hornsch.) Broth. mô tả khoa học đầu tiên năm 1903.